# Голкохвіст коста-риканський
Голкохвіст коста-риканський (Chaetura fumosa) — вид птахів родини серпокрильцевих (Apodidae). 

## Поширення
Вид поширений від південно-західної Коста-Рики на схід до західної панамської провінції Чирикі. Трапляється в кількох типах лісів, напіввідкритих місцевостях, пасовищах і сільськогосподарських полях. 

## Опис
Птах має довжину близько 11 см. Статі однакові. Голова у них темна. Верхня частина переважно темно-чорна з блакитним блиском і блідо-сірим горбком і тьмяно-чорним покривом надхвістя. Горло і груди блідо-сіруваті. 